# 柔叶关木通
柔叶关木通（学名：Isotrema molle）是马兜铃科关木通属的一种多年生草质藤本植物，是中国的特有植物。分布于中国的福建、广东、香港。
茎被微柔毛或无毛。叶长三角状心形至披针形, 基部心形, 两面被贴伏柔毛; 檐部黄色至棕褐色, 至少部分有杂色条纹或斑纹。

## 分类
柔叶关木通是否是一个独立的种存在争议。发现柔叶关木通的Dunn认为其与异叶关木通相似，黄淑美则将其并入大叶关木通，马金双则认为柔叶关木通与大叶关木通存在显著差异，是独立种，并将台湾关木通并入了本种。